# Ichneutica purdii
Ichneutica purdii là một loài bướm đêm trong họ Noctuidae.